# شارل ديل
شارل ديّل (بالفرنسية: Charles Diehl)‏ هو أستاذ جامعي ومؤرخ فرنسي، ولد في 19 يناير 1859 في ستراسبورغ في فرنسا، وتوفي في 1 نوفمبر 1944 في باريس في فرنسا.